# Teluk Kiambang
Teluk Kiambang is een bestuurslaag in het regentschap Indragiri Hilir van de provincie Riau, Indonesië. Teluk Kiambang telt 3175 inwoners (volkstelling 2010).